# NGC 6011
NGC 6011 este o galaxie spirală situată în constelația Ursa Mică. A fost descoperită în 16 martie 1785 de către William Herschel. Se află la o distanță de 106,49 megaparseci de Pământ.